# 'Amr III ibn al-Mundhir

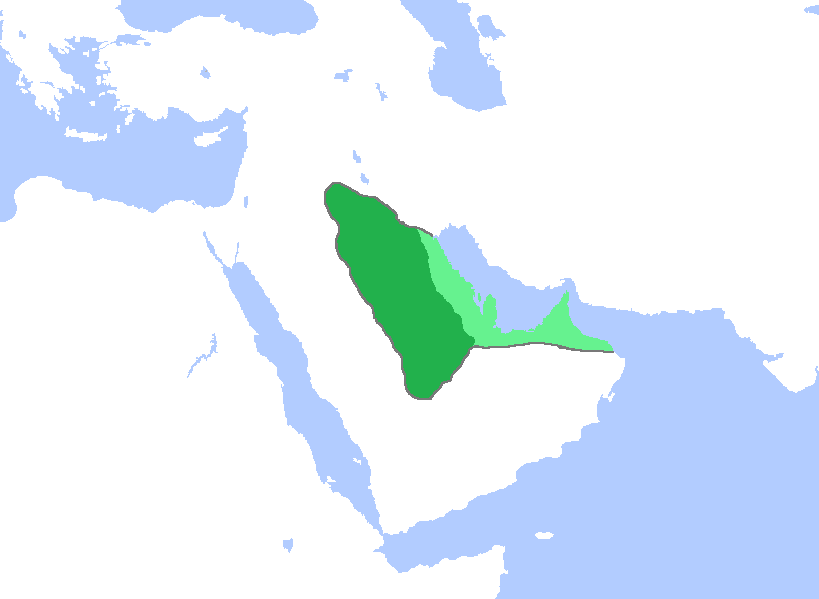
Mapa del reino lájmida del. El verde oscuro representa su propio territorio, mientras que el verde claro representa el territorio sasánida que gobernaban.

 'Amr III ibn al-Mundhir (en árabe: عمرو بن المنذر) fue rey de los árabes lájmidas (en árabe: عمرو بن المنذر‎) de 554 a 569 d. C.
Hijo mayor de al-Mundhir III ibn al-Nu'man (r. 502–554), ocupó el trono a la muerte de su padre. Es también a menudo llamado 'Amr ibn Hind (عمرو بن هندعمرو بن هند) por su madre, Hind bint al-Harith b. Amr b. Hujr Akil al-Murar al-Kindi. Fue nombrado gobernador de Anah, en el noroeste de Mesopotamia, por su padre, quién también le envió a las fronteras del Yemen donde en 552 se enfrentó con las fuerzas de Abraha con poca suerte. Un gobernante supuestamente cruel; tenía un gran orgullo de sí mismo y solía quemar con fuego a quienquiera que se le opusiera. Fue asesinado en 569 o 570 por el poeta 'Amr ibn Kulthum. Fue sucedido por su hermano Qabus ibn al-Mundhir (r. 569–573).